# Liste des épisodes de La Vie de croisière de Zack et Cody

Cette page recense la liste des épisodes de la série télévisée La Vie de croisière de Zack et Cody.

## Saison 1 (2008-2009)
1. Embarquement immédiat (The Suite Life Sets Sail)
2. L'Île aux perroquets (Parrot Island)
3. Le Concours de Yo-Yo (Broke 'N' Yo-Yo)
4. Le Rein des océans (The Kidney of the Sea)
5. La Double Vie de Mlle Tutweiller (Showgirls)
6. Une impression de déjà-vu (International Dateline)
7. Le Cousin d'Arwin (It's All Greek to Me)
8. Chasse au monstre marin (Sea Monster Mash)
9. Fleurs et chocolats (Flowers and Chocolate)
10. Peur sur internet (Boo You)
11. Les couples se forment (SeaHarmony)
12. La Quête spirituelle (The Mommy and the Swami)
13. La Vie de croisière de Maddie (Maddie on Deck)
14. L'Arnaqueur arnaqué (When in Rome...)
15. Hypnotiseur et directeur (Shipnotized)
16. La Vie de croisière de maman et papa (Mom and Dad on Deck)
17. Objectif Tipton One (The Wrong Stuff)
18. Ma petite sirène (Splash & Trash)
19. La Reine du maïs (Mulch Ado About Nothing)
20. Plâtre et miniature (Cruisin' for a Bruisin')
21. Tous à bord ! (Double-Crossed) de La Vie de croisière ensorcelante d'Hannah Montana)

## Saison 2 (2009-2010)
1. Mission pour doubles zéro (The Spy who Shoved Me)
2. Le Magicien (Ala-ka-scram)
3. Le Surveillant des couloirs (In the Line of Duty)
4. Le Cuisinier de ces dames (Kitchen Casanova)
5. Le Parfum magique (Smarticle Particles)
6. Bienvenue en Thaïlande (Family Thais)
7. Bananaphobie (Goin' Bananas)
8. Les Naufragés (1/2) (Lost at Sea Part 1)
9. Les Naufragés (2/2) (Lost at Sea Part 2)
10. Les Colocataires (Roomies)
11. Rencontre avec Jordin Sparks (Crossing Jordin)
12. Le Triangle des Bermudes (Bermuda Triangle)
13. La Belle et l'Escroc (The Beauty and the Fleeced)
14. Escale en Suède (The Swede Life)
15. Le Groom se marie ! (Mother of the Groom)
16. Mensonge et Psychologie (The Defiant Ones)
17. L'Équipe de rêve (Any Given Fantasy)
18. Élémentaire, mon cher Cody (Rollin' With the Holmies)
19. Les Aventuriers de la couronne perdue (Can You Dig It?)
20. L'Invention à un million de dollars (London's Apprentice)
21. Il était une fois la vie de croisière (Once Upon a Suite Life)
22. La Bague au doigt (Marriage 101)
23. Comportement exemplaire (Model Behavior)
24. La Lampe magique (Rock the Kasbah)
25. Sauvons les baleines (I Brake for Whales)
26. Le Journal du Seven Seas (Seven Seas News)
27. Le Vaisseau spatial Tipton (Starship Tipton)
28. Panique à bord (Mean Chicks)
29. Rupture à Paris (Breakup in Paris) (40 minutes)

## Saison 3 (2010-2011)
1. Rupture et méditation (The Silent Treatment)
2. Ratman (Rat Tale)
3. L'Art de séduire (So You Think You Can Date?)
4. Ma belle Maya (My oh Maya)
5. Partie d'échec (Das Boots)
6. Bon voyage (Bon Voyage)
7. Le Super ordinateur (Computer Date)
8. C'est la fête ! (Party On!)
9. Guerre et Amour (Love and War)
10. La Jessie Belle (The Ghost and Mr Martin)
11. Bon baisers de Tokyo (Trouble in Tokyo)
12. Le Jour férié (Senior Ditch Day)
13. Coup de foudre en haute mer (My Sister's Keeper)
14. Escapade dans l'antarctique (Frozen)
15. Le Conte de Noël de London (A London Carol)
16. Une rupture qui passe mal (The Play's the Thing)
17. Une traversée pleine de rebondissements (1re Partie) (Twister (1/3))
18. Une traversée pleine de rebondissements (2e Partie) (Twister (2/3))
19. Une traversée pleine de rebondissements (3e Partie) (Twister (3/3)) Il existe une version de 65 minutes
20. Des serpents sur le bateau (Snakes on a Boat)
21. Le Bal de fin d'année (Prom Night)
22. Une fin d'année précipitée (Graduation Take Twins) (30 minutes)